# دردار كيجيمانا
دردار كيجيمانا (الاسم العلمي:Ulmus kijimana) هو نوع نباتي يتبع جنس الدردار من فصيلة الدردارية.